# Европска уметност гвозденог доба
Уметност гвозденог доба, Халштатска и Латенска култура добила је име према археолоћком налазишту „La Tene“ на северној обали Неухателског језера у Швајцарској где је 1857. године било нађено мноштво артефаката. Носиоци ове културе су Келти и она се развијала током млађег гвозденог доба и од око 5. века п. н. е. све до конца и прелома наше ере када је подлегла притисцима римске експанзије и навали германскиг племана.